# 穆塔市鎮

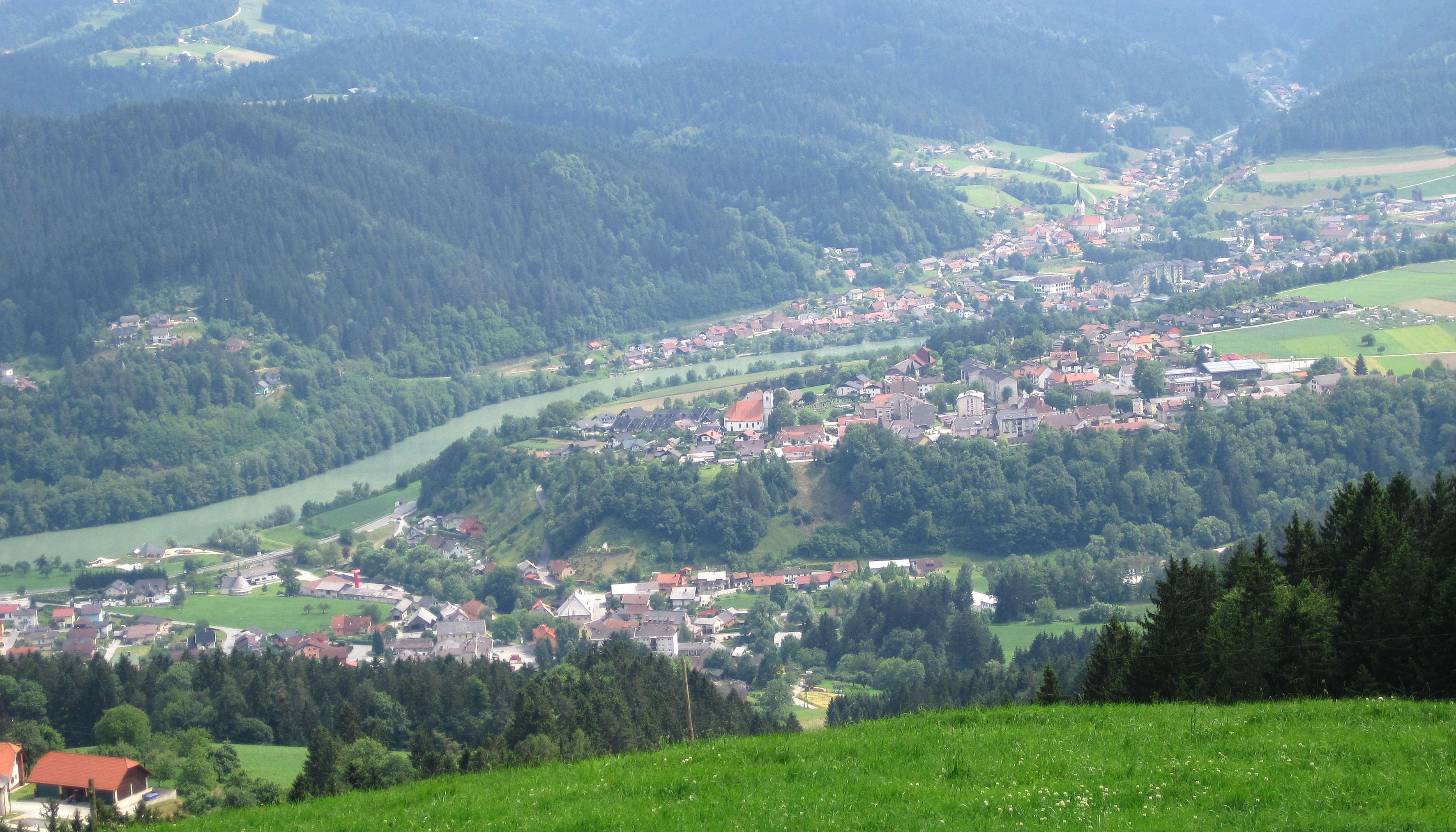
穆塔

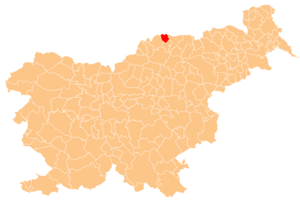
穆塔市鎮於斯洛維尼亞的位置

穆塔市鎮是斯洛文尼亞北部的一個市鎮，行政中心為穆塔。市镇面積为38.8平方公里，2002年人口3640。人口密度約94人/km2。